# Gljúfurleitarfoss
Gljúfurleitarfoss är ett vattenfall i republiken Island.   Det ligger i regionen Suðurland, i den centrala delen av landet, 130 km öster om huvudstaden Reykjavík. 
Terrängen runt Gljúfurleitarfoss är kuperad åt sydost, men åt nordväst är den platt. Gljúfurleitarfoss ligger nere i en dal.  Trakten runt Gljúfurleitarfoss är nära nog obefolkad, med mindre än två invånare per kvadratkilometer. Det finns inga samhällen i närheten. Trakten runt Gljúfurleitarfoss består i huvudsak av gräsmarker.
Trakten ingår i den boreala klimatzonen. Årsmedeltemperaturen i trakten är −1 °C. Den varmaste månaden är juli, då medeltemperaturen är 12 °C, och den kallaste är februari, med −10 °C.